# Erioptera (Erioptera) euzona
Erioptera (Erioptera) euzona is een tweevleugelige uit de familie steltmuggen (Limoniidae). De soort komt voor in het Afrotropisch gebied.